# Nuoto ai Giochi della XXIV Olimpiade - Staffetta 4x100 metri misti femminile

## Record
Prima di questa competizione, il record del mondo (WR) e il record olimpico (OR) erano i seguenti.
|  | 4'03"69 | Ina Kleber, Sylvia Gerasch, Ines Geißler e Birgit Meineke Germania Est      | 24 agosto 1984 Mosca, Unione Sovietica |
|  | 4'06"67 | Rica Reinisch, Ute Geweniger, Andrea Pollack e Caren Metschuck Germania Est | 20 luglio 1980 Mosca, Unione Sovietica |

Durante l'evento sono stati migliorati i seguenti record:
| Data         | Evento | Atleta                          | Nazione      | Tempo   | Record |
| ------------ | ------ | ------------------------------- | ------------ | ------- | ------ |
| 24 settembre | Finale | Otto, Hörner, Weigang e Meißner | Germania Est | 4'03"74 |        |

## Batterie
Si sono svolte 3 batterie di qualificazione. Le prime 8 squadre si sono qualificate direttamente per la finale.
| Pos | Batteria | Nazione        | Atleti | >Tempo  | Note |
| --- | -------- | -------------- | --- | ------- | ---- |
| 1   | 2        | Germania Est   | Cornelia Sirch (1'02"34) Silke Hörner (1'09"37) Birte Weigang (1'00"75) Manuela Stellmach (56"07)             | 4'08"53 | Q    |
| 2   | 3        | Stati Uniti    | Betsy Mitchell (1'02"66) Tracey McFarlane (1'10"33) Mary T. Meagher (1'01"64) Dara Torres (55"75)             | 4'10"38 | Q    |
| 3   | 3        | Paesi Bassi    | Jolanda de Rover (1'04"03) Linda Moes (1'10"74) Conny van Bentum (1'00"62) Karin Brienesse (56"43)            | 4'11"82 | Q    |
| 4   | 3        | Germania Ovest | Svenja Schlicht (1'03"56) Britta Dahm (1'12.56) Gabi Reha (1'01"54) Marion Aizpors (55"53)                    | 4'13"19 | Q    |
| 5   | 2        | Canada         | Lori Melien (1'03"80) Keltie Duggan (1'11"58) Jane Kerr (1'02"42) Patricia Noall (56.43)                      | 4'14"23 | Q    |
| 6   | 1        | Australia      | Nicole Livingstone (1'04"07) Lara Hooiveld (1'10"97) Fiona Alessandri (1'02"12) Karen van Wirdum (57"16)      | 4'14"32 | Q    |
| 7   | 1        | Italia         | Lorenza Vigarani (1'03"64) Manuela Dalla Valle (1'11"17) Ilaria Tocchini (1'02"24) Silvia Persi (57"63)       | 4'14"68 | Q    |
| 8   | 2        | Bulgaria       | Bistra Gospodinova (1'05"23) Tanya Dangalakova (1'09"31) Neviana Miteva (1'02"82) Natasha Khristova (57"86)   | 4'15"22 | Q    |
| 9   | 3        | Gran Bretagna  | Katherine Read (1'04"86) Suki Brownsdon (1'11"74) Caroline Foot (1'01"97) Joanna Coull (57"61)                | 4'16"18 |      |
| 10  | 3        | Francia        | Laurence Guillou (1'05"28) Pascaline Louvrier (1'13"72) Catherine Plewinski (59"86) Jacqueline Delord (57"35) | 4'16"21 |      |
| 11  | 2        | Svezia         | Johanna Larsson (1'05"10) Anna-Karin Persson (1'12"40) Agneta Eriksson (1'02"95) Eva Nyberg (57"27)           | 4'17"72 |      |
| 12  | 1        | Giappone       | Satoko Morishita (1'05"23) Yoshie Nishioka (1'13"63) Kiyomi Takahashi (1'01"95) Ayako Nakano (58"07)          | 4'18"88 |      |
| 13  | 1        | Spagna         | Natalia Autric (1'06"74) Silvia Parera (1'14"87) María Luisa Fernández (1'02"45) Amaya Garbayo (57"78)        | 4'21"84 |      |
| 14  | 3        | Corea del Sud  | Hong Ji-hee (1'08"52) Park Sung-won (1'14"57) Lee Hong-mi (1'05"73) Han Young-hee (1'00"08)                   | 4'28"90 |      |
| 15  | 2        | Costa Rica     | Silvia Poll (1'04"02) Sigrid Niehaus (1'17"56) Marcela Cuesta (1'09"89) Carolina Mauri (1'00"28)              | 4'31"75 |      |
| 16  | 1        | Taipei cinese  | Wang Chi (1'10"75) Carwai Seto (1'15"45) Chang Hui-chien (1'07"95) Kimberly Chen (1'05"34)                    | 4'39"49 |      |
| -   | 1        | Cina           | Yang Wenyi Huang Xiaomin Qian Hong Zhuang Yong                                                                | dq      |      |
| -   | 2        | Danimarca      | Mette Jacobsen Pia Sørensen Annette Jørgensen Gitta Jensen                                                    | dq      |      |

## Finale
| Pos     | Corsia | Nazione        | Atleti | Tempo   | Note |
| ------- | ------ | -------------- | --- | ------- | ---- |
| Oro     | 4      | Germania Est   | Kristin Otto (1'01"03) Silke Hörner (1'08"20) Birte Weigang (59"51) Katrin Meißner (55"00)                  | 4'03"74 |      |
| Argento | 5      | Stati Uniti    | Beth Barr (1'02"56) Tracey McFarlane (1'10"22) Janel Jorgensen (59"84) Mary Wayte (55"28)                   | 4'07"90 |      |
| Bronzo  | 2      | Canada         | Lori Melien (1'04"25) Allison Higson (1'08"15) Jane Kerr (1'01"78) Andrea Nugent (56"31)                    | 4:10.49 |      |
| 4       | 7      | Australia      | Nicole Livingstone (1'03"43) Lara Hooiveld (1'10"49) Fiona Alessandri (1'00"87) Karen van Wirdum (56"78)    | 4'11"57 |      |
| 5       | 3      | Paesi Bassi    | Jolanda de Rover (1'03"76) Linda Moes (1'11"40) Conny van Bentum (1'00"30) Karin Brienesse (56"73)          | 4'12"19 |      |
| 6       | 8      | Bulgaria       | Bistra Gospodinova (1'04"87) Tanya Dangalakova (1'07"95) Neviana Miteva (1'02"76) Natasha Khristova (56"78) | 4'12"36 |      |
| 7       | 6      | Germania Ovest | Svenja Schlicht (1'03"46) Britta Dahm (1'12"36) Gabi Reha (1'01"79) Marion Aizpors (55"28)                  | 4'12"89 |      |
| 8       | 1      | Italia         | Lorenza Vigarani (1'03"96) Manuela Dalla Valle (1'10"63) Ilaria Tocchini (1'01"93) Silvia Persi (57"33)     | 4'13"85 |      |